# Komet Shoemaker 1
Komet Shoemaker 1 ali 102P/Shoemaker je periodični komet z obhodno dobo 7,2 let.
.
 Komet pripada Jupitrovi družini kometov . 

## Odkritje[2]
Komet sta odkrila 27. septembra 1984 ameriška astronoma Carolyn S. Shoemaker in Eugene Merle Shoemaker (soproga in soprog) na Observatoriju Palomar v ZDA.

## Lastnosti
Premer kometa je 3,2 km .